# Wirö
Pour les articles homonymes, voir Maco.
Le wirö ou maco est une langue salivane du Venezuela.

## Nom
Le wirö est aussi appelé itoto, jojod, maco, mako, maku, sáliba-maco, wotuja.
Le terme maco et ses variantes est utilisé pour plusieurs langues, parfois non apparentées,.
Le terme maco-Ventuari est parfois utilisé pour réduire l’ambigüité. Le terme wotuja est aussi utilisé pour le piaroa et le terme maco-piaroa est utilisé lorsque les deux langues sont groupées ensemble.

## Caractéristiques
Le wirö semble très proche du piaroa mais est parfois répertorié séparément, ou laissé sans classement. Il est très mal attesté, mais les quelques mots qui sont connus sont suffisants pour mettre en évidence que c'est un dialecte du piaroa, ou du moins qu'il y est très étroitement lié.

## Localisation
Le wirö est parlé dans les villages de Mariche, Marueta, Morocoto, Porvenir, Tavi-Tavi et Wapuchi, ainsi que le long des rivières Marueta, Paru, Wapuchi, Yureba et des affluents du Ventuari,.

## Utilisation
Le wirö est parlé par environ 2 500 personnes en 2002. Ses locuteurs utilisent également le piaroa et l'espagnol.